# Râul Borchizu
Râul Borchizu este un curs de apă, afluent al râului Nechitu. 